# 格林維爾 (緬因州普查規定居民點)
格林維爾（英語：Greenville）是位於美國緬因州皮斯卡特奎斯縣的一個普查規定居民點。

## 人口
根據2020年美國人口普查的數據，格林維爾的面積為12.38平方千米，當中陸地面積為10.65平方千米，而水域面積為1.73平方千米。當地共有人口1010人，而人口密度為每平方千米81.58人。